# Anyák napja (film, 2016)
Az Anyák napja (eredeti cím: Mother's Day) 2016-ban bemutatott amerikai romantikus filmvígjáték-dráma, amelyet Garry Marshall rendezett.
A forgatókönyvet Anya Kochoff Romano, Tom Hines, Lily Hollander, Garry Marshall és Matt Walker írták. A producerei Brandt Andersen, Howard Burd, Daniel Diamond, Mark DiSalle és Wayne Allan Rice. A főszerepekben Jennifer Aniston, Kate Hudson, Shay Mitchell, Julia Roberts, Jason Sudeikis, Britt Robertson, Héctor Elizondo, Timothy Olyphant, Jack Whitehall és Penny Marshall láthatóak. A zeneszerzője John Debney. A film gyártója a Capacity Pictures, a Gulfstream Pictures és a PalmStar Media, forgalmazója az Open Road Films.
Az Amerikai Egyesült Államokban 2016. április 29-én, Magyarországon április 28-án mutatták be a mozikban.

## Szereplők
| Szereplő            | Színész           | Magyar hang       |
| ------------------- | ----------------- | ----------------- |
| Sandy               | Jennifer Aniston  | Kökényessy Ági    |
| Jesse               | Kate Hudson       | Bertalan Ágnes    |
| Miranda             | Julia Roberts     | Tóth Enikő        |
| Bradley             | Jason Sudeikis    | Schmied Zoltán    |
| Henry               | Timothy Olyphant  | Bozsó Péter       |
| Tina                | Shay Mitchell     | Kelemen Kata      |
| Kristin             | Britt Robertson   | Kardos Eszter     |
| Zack                | Jack Whitehall    | Jakab Márk        |
| Lance Wallace       | Héctor Elizondo   | Kertész Péter     |
| Flo                 | Margo Martindale  | Molnár Piroska    |
| Gabi                | Sarah Chalke      | Ruttkay Laura     |
| Earl                | Robert Pine       | Beregi Péter      |
| Russell             | Aasif Mandvi      | Kassai Károly     |
| Max                 | Cameron Esposito  | Pálfi Kata        |
| Wally Burn          | Jon Lovitz        | Forgács Gábor     |
| Kimberly            | Loni Love         | Makay Andrea      |
| Narrátor            | Penny Marshall    | Makay Andrea      |
| Jody                | Lucy Walsh        | Wégner Judit      |
| Gwenda              | Beth Kennedy      | Farkasinszky Edit |
| Lexi                | Sandra Taylor     | TBA               |
| Vicky               | Ella Anderson     | Károlyi Lili      |
| Rachell             | Jessi Case        | Pekár Adrienn     |
| Tommy               | Grayson Russell   | TBA               |
| Dana Barton hadnagy | Jennifer Garner   | Zakariás Éva      |
| Charlie             | Owen Vaccaro      | TBA               |
| Hosztesz            | Christine Lakin   | TBA               |
| Peter               | Brandon Spink     | Ács Balázs        |
| Val                 | Gianna Simone     | TBA               |
| Mikey               | Caleb Brown       | Pál Dániel Máté   |
| Sonia               | Anoush NeVart     | Zsurzs Kati       |
| Beanzie             | Drew Matthews     | Bor László        |
| Tanner              | Ayden Bivek       | Vida Bálint       |
| Paige               | Siena LaGambina   | Vida Sára         |
| Inez, újságíró      | Adreana Gonzalez  | Sallai Nóra       |
| Töpszli             | Gary Friedkin     | Elek Ferenc       |
| Bobby Lee igazgató  | Joseph Leo Bwarie | Szűcs Péter Pál   |
| Önmaga              | Genevieve Joy     | Orosz Helga       |
| Játékvezető         | Kevin Blake       | Vida Péter        |